# Asplenium pseudoauriculatum
Asplenium pseudoauriculatum är en svartbräkenväxtart som beskrevs av Schelpe. Asplenium pseudoauriculatum ingår i släktet Asplenium och familjen Aspleniaceae. Inga underarter finns listade.